# Elephant Love
 (janvier 2015).
Elephant Love est un film japonais réalisé par Tadashi Nohara et sorti en 2009

## Fiche technique
- Réalisation : Tadashi Nohara
- Scénario : Tadashi Nohara et Mikiya Takagi
- Production :  Tokyo National Univerisity of Fine Arts
- Musique : Hiroyuki Nakamura
- Montage : Keiko Kimura
- Genre : Film dramatique
- Durée : 101 minutes
- Dates de sortie : 
  -  Japon : 15 octobre 2009

## Distribution
- Issei Ishida
- Akiko Uchida
- Maki Meguro
- Azusa Takehana
- Kaori Tsuji